# Львов, Герман Николаевич
Герман Николаевич Львов (20 ноября 1908, Казань — 1983, Москва) — советский инженер-строитель. Лауреат Ленинской премии, Заслуженный строитель РСФСР.

## Биография

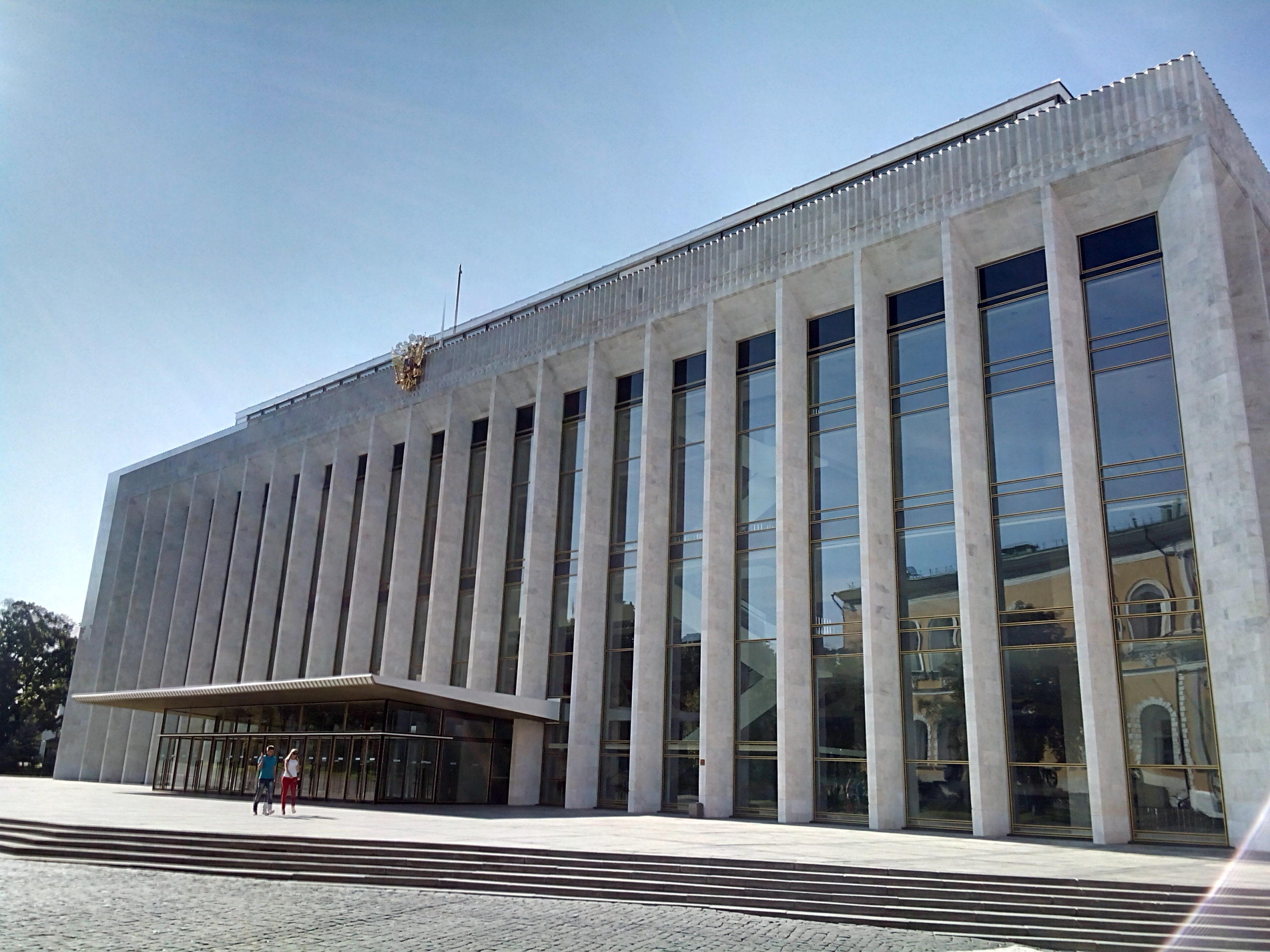
Кремлёвский Дворец съездов

Герман Николаевич Львов родился 20 ноября 1908 года в Казани. В 1930 году окончил МИИТ.
Начал трудовую деятельность в отделе типизации и стандартизации проектного управления. С 1939 года на руководящей работе. Главный инженер ряда архитектурно-проектных мастерских.
После начала Великой Отечественной войны был начальником армейского управления военно-полевого строительства. Главный инженер производственно-технического отдела завода и штаба МПВО в Казани.
После окончания войны — руководитель бюро стандартов государственных архитектурных мастерских Комитета по делам архитектуры при СНК СССР. Затем работал в должности директора контор типового проектирования Управления по делам архитектуры Мосгорисполкома. Член КПСС с 1948 года.
В 1952—1960 годах — главный инженер Моспроекта. С 1952 года — главный инженер мастерской архитектора А. В. Власова. В 1960—1962 годах — главный инженер проекта строительства Кремлёвского Дворца съездов.
С 1962 года главный инженер Московского института экспериментального проектирования (с 1967 Московский научно-исследовательский и проектный институт типового и экспериментального проектирования). С 1967 года — заместитель директора МНИИТЭП по научной работе. Под его руководством работало 12 отделов и 8 лабораторий, в которых трудилось 430 человек.
В качестве инженера-конструктора участвовал в разработке типовых проектов жилых домов и строительстве многих московских зданий. Принимал участие в застройке Юго-Запада Москвы. Автор 17 изобретений в области строительных конструкций.
Член Союза архитекторов СССР с 1954 года. Член правления Союза архитекторов. Член комиссии индустриального строительства с 1955 года.
Жил в Москве по адресу: улица Чайковского, дом 16/20. Умер в 1983 году. Похоронен на Ваганьковском кладбище.

## Проекты
- Здание для преподавателей МГУ на Ломоносовском проспекте[2]
- «Красные дома» на улице Строителей[2]
- Дома на Ленинском проспекте[2]
- Театр имени Моссовета[2]
- Кремлёвский Дворец съездов[2]
- Олимпийский универсальный спортзал в Лужниках[2]

## Награды и звания
- Заслуженный строитель РСФСР[1]
- Ленинская премия (1962) — за участие в проектировании и строительстве Кремлёвского Дворца съездов[3]
- Орден Трудового Красного Знамени (1981) — за успешное выполнение заданий 10-й пятилетки[5]
- Орден «Знак Почёта»[4]